# Chindio
Chindio est un village du Mozambique, situé sur la rive nord du Zambèze, en aval de sa confluence avec la Shire.

## Histoire
Entre 1908 et 1914, un service de navigation fluviale existe entre le terminus du Shire Highlands Railway à Port Herald au Nyassaland (actuel Malawi) jusqu'au port concédé aux Britanniques de Chinde, dans l'embouchure du Zambèze, où passagers et marchandises sont transférés sur des navires océaniques. C'est la route principale pour rejoindre et quitter le Nyassaland. Mais la Shire est difficile à emprunter notamment en saison sèche, lorsque le niveau de l'eau est bas. La British South Africa Company (BSAC) construit ensuite le Central African Railway, achevé en 1914, une ligne de chemin de fer de 98 kilomètres, reliant Port Herald (aujourd'hui Nsanje) à Chindio. Entre 1914 et 1922, l'African Lakes Corporation et la BSAC opèrent toutes les deux un service de bateaux à vapeur de Chindio à Chinde en saison sèche, et de Port Herald à Chinde lorsque le niveau de l'eau est insuffisant. En 1922, la Trans-Zambezia Railway Ltd termine sa ligne qui va de Murraça, sur la rive droite du Zambèze, en face de Chindio, à Beira, ville portuaire sur l'ocean Indien. Le Zambèze, entre Murraça et Chindio, est franchi par ferry.
Durant deux mois, en saison sèche, la capacité des ferries est limitée et, en saison des pluies, des inondations endommagent fréquemment les voies du chemin de fer. En 1937, un pont sur le Zambèze, le pont Dona Ana, est construit entre Mutarara et Sena au Mozambique, 40 kilomètres environ en amont de Chindio. La ligne sur la rive nord du Zambèze, entre Chindio et Murraça est abandonnée au profit d'une ligne sud, de Mutarara à Murraça.